# Tobie Lolness
Tobie Lolness ist ein zweiteiliger Fantasyroman des französischen Schriftstellers Timothée de Fombelle, dessen erster Teil La Vie suspendue im Jahr 2006 und sein zweiter Teil Les Yeux d’Elisha 2007 beim Verlag Gallimard mit Illustrationen von François Place veröffentlicht wurden. Auf Deutsch erschien der Roman in zwei Bänden (Tobie Lolness: Ein Leben in der Schwebe und Tobie Lolness: Die Augen von Elisha) in der Übersetzung von Tobias Scheffel und Sabine Grebing 2008 beim Gerstenberg Verlag.

## Inhalt

### Ein Leben in der Schwebe
Tobie Lolness ist 13 Jahre alt, lediglich 1,5 Millimeter groß – und er ist auf der Flucht vor den Schergen des skrupellosen Jo Mitch, der eine Prämie von einer Million auf die Ergreifung des Jungen ausgesetzt hat. Fünf Jahre vor dieser Flucht lebt er mit seinen Eltern Sim und Maia Lolness in den Wipfeln einer riesigen Eiche. Sein Vater ist Wissenschaftler, der zahlreiche Bücher über seine Entdeckungen geschrieben hat. Sein Wissen nutzt der Gelehrte auch für Erfindungen, unter anderem gelingt es ihm, Tobies selbstgebastelte, hölzerne Spielzeugassel Balaïna mit Hilfe des Rohsaftes des Baums in Bewegung zu setzen. Doch als er das Geheimnis des Mechanismus nicht preisgibt, um das Ausbeuten des Baums zu verhindern und sein Überleben sicherzustellen, wird Sim wegen ‚Verheimlichung wesentlicher Informationen‘ verurteilt, so dass er mit seiner Familie schließlich ins Exil in die Niederen Äste gehen muss.
Dort lernt Tobie das gleichaltrige Mädchen Elisha Lee kennen, das nahe einem See mit ihrer Mutter Isha an der Grenze zu den Hautlosen lebt. Die beiden verbringen viel Zeit miteinander und kommen sich dabei immer näher.
Während ihres Exils in den Niederen Ästern errichtet Jo Mitch, ein skrupelloser Rüsselkäferzüchter, der den Baum ohne Rücksicht auf Verluste ausbeutet, nach und nach eine grausame Diktatur im Baum und entmachtet den Baumrat, der bisher die Geschicke der Eiche gelenkt hat. Jo Mitch möchte Sims Erfindung des motorisierten Spielzeugs unbedingt für seine Zwecke missbrauchen, doch Tobies Vater weigert sich, in die Wipfel zurückzukehren, um Balaïnas Geheimnis öffentlich zu machen.
Erst als Tobies Großmutter kurze Zeit später stirbt, müssen die Lolness zurück in ihre alte Heimat. Der obere Baum ist kaum noch wiederzuerkennen, so sehr hat Jo Mitch mit seinen unzähligen Siedlungsbauten und Bohrungen die Eiche mittlerweile in Mitleidenschaft gezogen. Tobies Großmutter hatte vor ihrem Tod mit ihrem gesamten Geld den ‚Stein des Baumes‘ gekauft, um ihr Vermögen einfach bewachen zu können. Jo Mitch ist nicht nur hinter Balaïna her, sondern auch hinter diesem sagenumwobenen Stein. Sim gelingt es mit Hilfe einer List, den Stein unbemerkt in Tobies Haar anzubringen und dem Jungen zur Flucht zu verhelfen. Jo Mitch behauptet daraufhin, die Lolness hätten das Geheimnis von Balaïna an die Hautlosen verkauft und werden wegen ‚Verschwörung gegen den Baum‘ angeklagt und eingesperrt.
Tobie flieht zurück in die Niederen Äste, wird dabei mehrmals von ehemaligen Freunden verraten, doch letztlich schafft er es, auf dem langen, abenteuerlichen Weg immer wieder Jo Mitchs Schergen zu entkommen und bei Elisha anzukommen, die ihn in einer Höhle neben dem See versteckt und mit Essen versorgt. Doch als der Schnee fällt, ist die Höhle für viele Monate versperrt und nur mittels eines Pilzes überlebt Tobie diese lange Zeit, ohne zu verhungern.
Tobie wird nach wie vor gesucht, und von so einer Patrouille erfährt Elisha zufällig, dass Tobies Eltern in einem Mistelzweig-Kerker gefangen gehalten werden und bald hingerichtet werden sollen. Elisha und Tobie ersinnen einen Plan, wie sie Tobies Eltern befreien können, doch letztlich stellt sich heraus, dass dies lediglich eine Finte von Jo Mitch war, um Tobie dorthin zu locken. Er erfährt, dass seine Eltern bereits tot seien und ist deshalb seines Lebens müde. Er kriecht in eine Mistelbeere, die von einer Mönchsgrasmücke geschnappt wird und rechnet damit, zu sterben. Tatsächlich landet er jedoch bei den Hautlosen, die laut den Gerüchten von Jo Mitch eine Riesenbedrohung für den Baum darstellen und im Gras unterhalb der Eiche leben. Jo Mitch behauptet außerdem, die Hautlosen hätten El Blue, einen Abenteurer und früheren guten Freund von Sim Lolness bei einer Expedition außerhalb der Baumgrenze getötet. Wie sich herausstellt, sind die Hautlosen jedoch ein friedliches Volk, die Tobie als einen der ihren aufnehmen. Zwei Jahre verbringt er dort, ehe Pol Colleen, ein früheres Mitglied des Baumrats und Schriftsteller, auftaucht und Tobie mehrere Dinge berichtet: Dass seine Eltern noch leben, dass er nicht ihr leiblicher Sohn ist, sondern adoptiert wurde, und dass Leo Blue, der Sohn von El Blue, der es sich zum Ziel gesetzt hat, die Hautlosen zu vernichten, Elisha heiraten möchte. Im Zuge dieses Gesprächs stellt sich außerdem noch heraus, dass Isha, Elishas Mutter, selbst eine Hautlose ist und das Grasland verlassen hatte, als sie mit Elisha schwanger war.

### Die Augen von Elisha
Elisha wird von Leo Blue in einem von mehreren Eiern in einem verlassenen Vogelnest gefangen gehalten. Sie hat sich den Kopf kahl geschoren, um ihre Hochzeit mit Leo hinauszuzögern. Sie versucht immer wieder, zu fliehen, doch all ihre bisherigen Versuche sind gescheitert. Erst durch eine List, bei der sich der Soldat Knolle bei der vermeintlichen Hochzeit Elishas als tief verschleierte Braut verkleidet, gelingt es ihr, Leo Blue und ihrem Gefängnis zu entkommen.
Die Hautlosen holen sich vom Stamm des Baums hartes Holz, doch dabei werden immer wieder welche von ihnen von den Jägern Jo Mitchs überfallen, um als Sklaven Zwangsarbeit in einem Krater hoch oben im Baum zu verrichten. Tobie ist vor zwei Monaten aus dem Grasland zum Baum aufgebrochen. Der kleine Mondkopf und der Führer Jalam begleiteten ihn, um ihn bis zu den Wurzeln des Baumes zu bringen. Als sie dort ankommen, kehren die beiden Hautlosen um, doch sie werden von den Leuten Jo Mitchs gefangen genommen, während Tobie gerade noch entkommen kann.
Der Baum leidet unter Jo Mitchs Ausbeutung: Überall wuchern Flechten und Moos, im Sommer gibt es immer weniger Blätter und sie fallen im Herbst viel eher ab als in früheren Zeiten.
Sim und Maia Lolness sowie die ehemaligen Mitglieder des Baumrats werden ebenfalls in dem Krater gefangen gehalten und müssen dort – so wie die Hautlosen – Grabungsarbeiten verrichten. Sim hat Jo Mitch versprochen, noch vor Ende des Winters das Geheimnis von Balaïna zu lüften. Tobies Vater unterrichtet am Abend die restlichen Gefangenen in einer Hütte am Rande des Kraters, wobei sie diese Stunden in Wirklichkeit dazu nutzen, um heimlich einen Fluchttunnel zu graben.
Tobie gibt sich als Hautloser aus und lässt sich gefangen nehmen, um seinen Eltern und den befreundeten Hautlosen nahe zu kommen. Während es Tobie und den Hautlosen mit einer geschickten List gelingt, aus dem Krater zu entkommen, missglückt die Flucht von Sim und den Seinen, weil ihr Tunnel genau beim Ausbruch einstürzt.
Tobie bringt die entflohenen Hautlosen in Sicherheit und macht sich selbst auf den Weg zu den Niederen Ästen, um dort Elisha zu finden. Auch Leo Blue hat sich aus diesem Grund dorthin begeben und als sich die beiden in der Nähe des Sees begegnen, kommt es zum Duell der beiden ehemaligen Freunde. Elisha kann gerade noch verhindern, dass Tobie Leo tötet, denn sie hat erst kurz davor von ihrer Mutter erfahren, dass Leo und sie denselben Vater haben und dieser nicht von den Hautlosen, sondern von Jo Mitch ermordet worden ist.
Tobie kehrt zum Krater zurück, befreit dort die ehemaligen Mitglieder des Baumrats und macht sich gemeinsam mit ihnen und Leo Blue an die Verfolgung von Jo Mitch, der Sim und Maia als Geiseln mitgenommen hat. Er hat sich im Nest mit den drei Eiern verschanzt, wo es zum großen Showdown kommt, bei dem schließlich Leo mit seinen Bumerangs Jo Mitch tötet und Tobie den brutalen Wächter Tiger zur Strecke bringt.
Jahre vergehen und der Baum erholt sich langsam von Jo Mitchs Tyrannei. Tobie erfährt schließlich von Sim und Maia, wer seine leiblichen Eltern waren. In der Zwischenzeit hat er mit Elisha selbst ein Kind bekommen. Und schließlich stellt sich noch heraus, dass Pol Colleen offenbar der Verfasser der gesamten Erzählung ist.

## Rezeption
Lorenzo Bellettini schreibt in seiner Rezension: „Timothée de Fombelle beschreibt das Labyrinth der Zweige, Wälder aus Moos und das Laub der Eiche als schützenswertes Habitat. In seiner fabelhaften Baumwelt kommen auch kontroversielle Themen wie Ressourcenknappheit, Klimawandel und Fremdenfeindlichkeit vor sowie Einschüchterung und Manipulation als Mittel der Diktatur. Tobie Lolness ist ein faszinierender Roman, voll überraschender Wendungen und unvergesslichen Figuren.“ Die Zeit befindet über Tobie Lolness: „Frankreichs bezaubernde Antwort auf Harry Potter“ und die F.A.Z. meint: „Endlich gute Fantasy“.

## Auszeichnungen
Tobie Lolness wurde 2006 mit dem Prix Saint-Exupéry und 2007 mit dem Prix Sorcières sowie einem Premio Andersen ausgezeichnet. 2008 erhielt der Roman einen Silbernen Griffel.

## Referenzen
Tobie Lolness ist in dem literarischen Nachschlagewerk 1001 Kinder- und Jugendbücher – Lies uns, bevor Du erwachsen bist! für die Altersstufe 12+ Jahre enthalten.

## Ausgaben
- Tobie Lolness: La Vie suspendue. Gallimard Jeunesse, Paris April 2006 (französisch).
- Tobie Lolness: Les Yeux d’Elisha. Gallimard jeunesse, Paris April 2007 (französisch).
- Tobie Lolness: Ein Leben in der Schwebe. Gerstenberg, 2008.
- Tobie Lolness: Die Augen von Elisha. Gerstenberg, 2008.